# Route 369 (Québec)
Pour les articles homonymes, voir Route 369.
La route 369 (R-369) est une route régionale québécoise d'orientation nord / sud située sur la rive nord du fleuve Saint-Laurent. Elle dessert la région administrative de la Capitale-Nationale.

## Tracé

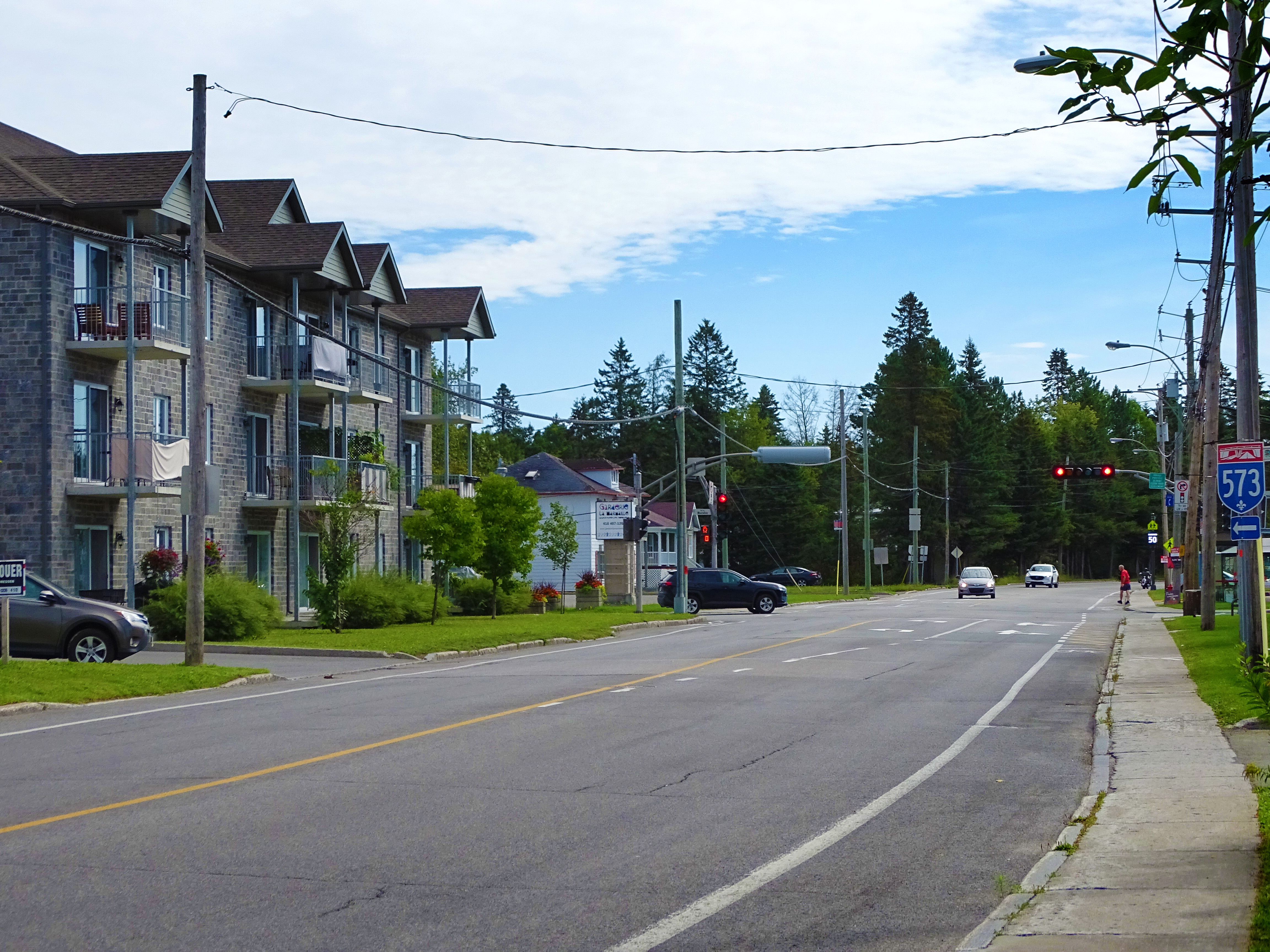
Le boulevard Pie-XI, l'une des constituantes de la route.

La route 369 débute à son extrémité sud à Québec, à l'angle de la route 360, appelée « Avenue Royale », près de l'A-40. Elle traverse ensuite les arrondissements Beauport et Charlesbourg sous le nom de boulevard Louis-XIV. Dans l'arrondissement de Les Rivières, elle rencontre la route 358 avec laquelle elle forme un multiplexe pendant quelques centaines de mètres. Elle prend alors le nom de boulevard Bastien. Elle constitue aussi la rue principale de la communauté de Wendake.
Dans la partie ouest de l'arrondissement La Haute-Saint-Charles, elle longe l'A-573 pour la rejoindre à sa toute fin et en être le prolongement. Elle traverse la Base militaire de Valcartier et la ville de Shannon en s'incurvant vers le sud-ouest pour suivre la rivière Jacques-Cartier. Elle aboutit alors à Sainte-Catherine-de-la-Jacques-Cartier à l'intersection de la route 367.
Depuis le 11 novembre 2012, la section de la route 369 entre la fin de l'A-573 et les limites de Shannon porte le nom de « Route de la Bravoure ».

## Localités traversées (du sud au nord)
Liste des municipalités dont le territoire est traversé par la route 369, regroupées par municipalité régionale de comté.

### Capitale-Nationale
Hors MRC
- Québec
  - Arrondissement Beauport
  - Arrondissement Charlesbourg
  - Arrondissement Les Rivières
  - Arrondissement La Haute-Saint-Charles
- Wendake

La Jacques-Cartier
- Saint-Gabriel-de-Valcartier
- Shannon
- Sainte-Catherine-de-la-Jacques-Cartier

## Intersections majeures
| MRC                     | Municipalité                           | km    | Destinations                                       | Notes                                           |
| ----------------------- | -------------------------------------- | ----- | -------------------------------------------------- | ----------------------------------------------- |
| Québec                  | Québec                                 | 0,00  | R-360 (Avenue Royale)                              |                                                 |
| Québec                  | Québec                                 | 12,60 | A-73 / R-175 – Québec (Centre-ville), Saguenay     | Sortie 150 de l'A-73 / R-175                    |
| Québec                  | Québec                                 | 13,70 | R-358 est (Boulevard Pierre-Bertrand)              | Terminus sud du multiplex avec la R-358         |
| Québec                  | Québec                                 | 14,80 | R-358 ouest (Avenue Chauveau)                      | Terminus nord du multiplex avec la R-358        |
| Québec                  | Québec                                 | 17,60 | Boulevard Robert-Bourassa                          |                                                 |
| Québec                  | Québec                                 | 22,30 | A-573 – Shannon, Pont Pierre-Laporte               | Sortie 5 de l'A-573                             |
| La Jacques-Cartier      | Saint-Gabriel-de-Valcartier            | 30,10 | A-573 sud – Pont Pierre-Laporte                    | Terminus nord de l'A-573; intersection à niveau |
| La Jacques-Cartier      | Sainte-Catherine-de-la-Jacques-Cartier | 44,20 | R-367 – Saint-Augustin-de-Desmaures, Saint-Raymond |                                                 |
| - Terminus de multiplex |                                        |       |                                                    |                                                 |